# 杨立华
杨立华，1971年3月出生于中国黑龙江省七台河市，1998毕业于北京大学哲学系，获哲学博士学位。现任北京大学哲学系教授、博士生导师、北京大学研究生院副院长。

## 生平
1971年，杨立华出生于中华人民共和国黑龙江省七台河市。
1989年，进入浙江大学能源系攻读热能工程专业。
1990年，受蔡志忠的漫画《庄子说》的影响，开始阅读《庄子》原著，由此决心研究中国哲学。
1992年，获得北京大学哲学系硕士，进入中国哲学教研室学习，导师陈来。
1998年，获北京大学哲学博士学位并留校任教。
2023年2月，任中国哲学史学会副会长、常务理事、理事。

## 个人成就

### 研究领域
研究领域主要集中在中国哲学史、儒学、道家和道教，但最近几年专注于深入研究宋明哲学和魏晋哲学。

### 主要论著
| 著作名                                       | 时间 | 出版社                 | 备注 |
| -------------------------------------------- | ---- | ---------------------- | ---- |
| 《庄子哲学研究》                             | 2020 | 北京大学出版社         |      |
| 《中国哲学十五讲》                           | 2019 | 北京大学出版社         |      |
| 《一本与生生：理一元论纲要》                 | 2018 | 生活·读书·新知三联书店 |      |
| 《宋明理学十五讲》                           | 2015 | 北京大学出版社         |      |
| 《中国儒学史（宋元卷）》                     | 2011 | 北京大学出版社         | 合著 |
| 《郭象〈庄子注〉研究》                       | 2010 | 北京大学出版社         |      |
| 《气本与神化：张载哲学述论》                 | 2008 | 北京大学出版社         |      |
| 《匿名的拼接：内丹观念下道教长生技术的开展》 | 2002 | 北京大学出版社         |      |